# Dorfkirche Wichmannsdorf

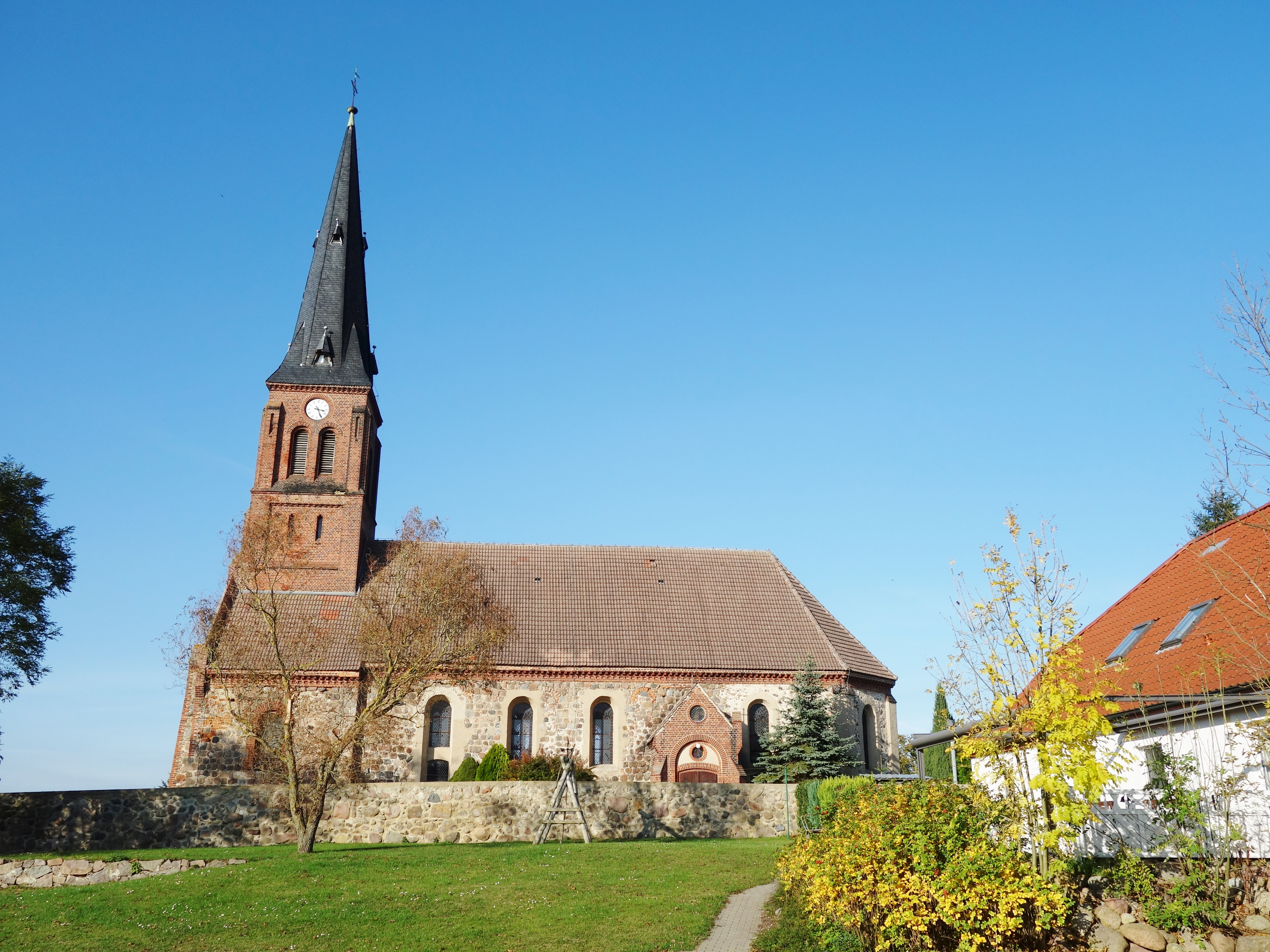
Dorfkirche Wichmannsdorf

Die evangelische, denkmalgeschützte Dorfkirche Wichmannsdorf steht in Wichmannsdorf, einem Ortsteil der Gemeinde Boitzenburger Land im Landkreis Uckermark von Brandenburg. Sie gehört zum Pfarrbereich Boitzenburg im Kirchenkreis Uckermark der Evangelischen Kirche Berlin-Brandenburg-schlesische Oberlausitz.

## Beschreibung
Das Langhaus und das Erdgeschoss des etwas breiteren Kirchturms im Westen wurden in der zweiten Hälfte des 13. Jahrhunderts aus Feldsteinen gebaut. Der Chor im Osten mit Fünfachtelschluss wurde 1724 angefügt. Außerdem wurden die Fenster als Bogenfenster erneuert. Bei der Wiederherstellung der durch einen Brand 1892 zerstörten Feldsteinkirche wurde das Erdgeschoss des Kirchturms durch Strebepfeiler abgestützt, mit zwei quadratischen Geschossen aus Backsteinen aufgestockt und mit einem hohen spitzen Helm bedeckt. Das oberste Geschoss des Kirchturms beherbergt die Turmuhr und hinter den als Biforien gestalteten Klangarkaden den Glockenstuhl. 
Der Innenraum des Langhauses und des Chors sind jeweils mit Kehlbalkendächern überspannt. Die Orgel auf der Empore wurde 1893 von Friedrich Hermann Lütkemüller gebaut.